# 北京中医药大学东直门医院
北京中医药大学东直门医院，是一家三级甲等中医医院，是北京中医药大学第一临床医学院。医院有两区一部等多个执业地点。编制床位1574张，设置临床专业40个，年门急诊量近300万人次。

## 历史
1958年，在北京市东城区正式成立。
1979年，承担北京市医学院教学任务。
1991年，卫生部审定为“三级甲等医院”。
1991年，最早在欧洲建立了分院——德国魁茨汀医院。
1997年，成为北京中医药大学“第一临床医学院”。

## 东城院区
东城院区位于海运仓5号。

## 东区
与原通州区中医医院整合，成为东直门医院东区（通州院区），位于翠屏西路116号。

## 国际部
国际部位于东城区东四北大街279号。